# Aurangabad (Division)
Aurangabad ist eine Division im indischen Bundesstaat Maharashtra. Ihr Gebiet ist nahezu identisch mit dem der historischen Region Marathwada.

## Distrikte
Die Division  gliedert sich in acht Distrikte:
| Distrikt   | Hauptstadt | Fläche in km² | Einwohner (Stand: 2011) | Bev.-Dichte in E/km² |
| ---------- | ---------- | ------------- | ----------------------- | -------------------- |
| Aurangabad | Aurangabad | 10.100        | 3.701.282               | 287                  |
| Beed       | Beed       | 10.693        | 2.585.049               | 202                  |
| Hingoli    | Hingoli    | 4.526         | 1.177.345               | 218                  |
| Jalna      | Jalna      | 7.612         | 1.959.046               | 209                  |
| Latur      | Latur      | 7.157         | 2.454.196               | 291                  |
| Nanded     | Nanded     | 10.422        | 3.361.292               | 276                  |
| Osmanabad  | Osmanabad  | 7.512         | 1.657 576               | 198                  |
| Parbhani   | Parbhani   | 6.512         | 1.836.086               | 244                  |